# Cratere Yoshi
Yoshi è un piccolo cratere lunare di 0,5 km situato nella parte nord-orientale della faccia visibile della Luna.